# جيمس لوي (لاعب اتحاد الرغبي)
جيمس لوي (بالإنجليزية: James Lowe)‏ هو لاعب اتحاد الرغبي نيوزيلندي، ولد في 8 يوليو 1992 في مدينة نيلسون في نيوزيلندا.

## وصلات خارجية
- جيمس لوي عل موقع إسبنسكروم (الإنجليزية)
- جيمس لوي على موقع ItsRugby.co.uk (الإنجليزية)